# Randia echinocarpa
Randia echinocarpa es una especie de arbusto perteneciente a la familia de las rubiáceas.

## Descripción
Es un pequeño árbol que alcanza un tamaño de 3 a 5 m de altura y con espinas en las ramas. Tiene las hojas más o menos largas y un poco redondeadas en la punta, de color verde oscuro en el anverso y verde blanquecino en el reverso. Sus flores son blancas o amarillas y despiden un aroma agradable. Los frutos son redondos, verdes, y tienen protuberancias parecidas a verrugas.

## Distribución y hábitat
Es originaria de México, donde está presente en climas cálido, semicálido y templado desde el nivel del mar hasta los 1000 metros. Planta silvestre, asociada a bosques tropicales caducifolios, subcaducifolios y perennifolios, matorral xerófilo, bosque espinoso, bosque mesófilo de montaña, bosques de encino y de pino.

## Propiedades
Como principal uso, se prescribe contra los padecimientos urinarios, ya sea de los riñones, contra el mal de orín o para limpiar la vejiga (Guerrero, Morelos, Michoacán, Sonora, Estado de México). Se aconseja tomar el cocimiento de las hojas, tres veces al día o como agua de uso.
En casos de otitis, en Oaxaca recomiendan hervir las flores con un poco de sal, para aplicar unas gotas en el oído, o en la nariz, cuando de rinitis se trate. 
Otros padecimientos en los que se aplica son: anemia, diabetes, pasmos de pecho, bronquitis, reumas, dolor de cintura, golpes internos, paludismo, diarrea y hemorroides.
Historia
En el siglo XX, Maximino Martínez la menciona como: antidiarreico, antipalúdico, y que también ”tiempla los riñones”.

## Taxonomía
Randia echinocarpa fue descrita por Moc. & Sessé ex DC. y publicado en Prodromus Systematis Naturalis Regni Vegetabilis 4: 385. 1830.
Sinonimia
- Basanacantha echinocarpa (Moc. & Sessé ex DC.) Bullock
- Genipa echinocarpa (Moc. & Sessé ex DC.) A.Gray
- Solena echinocarpa (Moc. & Sessé ex DC.) D.Dietr.[3]

## Nombres comunes
- En México: Grangel, tecoloche, cirián chino, crucecillo, crucillo chino,[1] papachi y cacuara (en Sinaloa y Sonora).